# Чивеше, Стелла
Стелла Чивеше (также Стелла Рамбисаи Чивеше, Стелла Рамбисаи Чивеше Некати, Мбуя Стелла Чивеше, Стелла Некати Чивеше; 8 июля 1946, Родезия — 20 января 2023, Хараре) — зимбабвийский музыкант. Она была известна во всём мире своим пением и игрой на мбира дзавадзиму (калимбе), традиционном инструменте народа шона в Зимбабве. Она была одной из немногих женщин, играющих на этом инструменте с 1966 по 1969 год, когда другие женщины этого не делали.

## Биография
Чивеше родилась 8 июля 1946 года в деревне Муджуми в Мхондоро. Она училась играть на мбире с 1966 по 1969 год, в то время, когда существовали социальные табу в отношении женщин, играющих на этом инструменте, а также колониальные британские запреты на культурную деятельность. Учил Чивеше её двоюродный дедушка, после того как многие учителя отказали ей. В этот период Чивеше также проводила запрещённые духовные церемонии народа шона.
В 1970-е годы её музыка поддерживала националистические движения и движение за права женщин. Её карьера записывающейся артистки началась в 1974 году с выпуска сингла «Kasahwa» (Teal Records). В 1981 году она присоединилась к Национальной танцевальной труппе Зимбабве, играя на мбире, и гастролировала с ними по всему миру. В 1980-е годы, чтобы продолжить возрождение музыки мбира, Чивеше предоставила своей группе поддержки электрические инструменты. В 1985 году она сформировала свою первую группу «The Earthquake». В 1988 году Чивеше записала две песни в поддержку освобождения чернокожих: «NeHondo» и «Chimurenga». Она также помогла сформировать Союз музыкантов Зимбабве. В этот период она также сыграла главную роль в фильме «Амбуя Неханда», в котором изображена жизнь Мбуя Неханда, предводительницы антиколониального сопротивления.
Чивеше неоднократно выступала в Германии, а также участвовала в фестивале WOMAD (в 1994 г. в США, в 1995 г. в Австралии и в 2006 г. в Испании). В 2004 году она гастролировала по Англии с дочерью. Она была известна тем, что часто нюхала табак во время выступления.
Чивеше умерла от рака мозга 20 января 2023 года в возрасте 76 лет. Ее мужем был Петер Райх, гражданин Германии. Она также несколько лет жила в Германии. Её дочь — исполнительница на мбира Вирджиния Муквеша, её Чивеше тренировала с юных лет.
21 января 2023 года правительство Зимбабве предложило финансовую поддержку на её похороны.

## Память
Чивеше считается новаторским зимбабвийским музыкантом не только из-за её навыков, но и из-за пути для женщин — исполнительниц на мбира, который она проложила. Ей также восхищались за гуманизм в её музыке.
Во время карьеры Чивеше неоднократно критиковали за одновременные занятия духовной и коммерческой музыкой. Семплы из её работ используются в творчестве многих исполнителей. В частности, трек, который пела Чивеше, использовала  рэп-группа зимбабвийских активистов The New Vets, которая выступала за земельную реформу.
Чивеше фигурирует в книге Панаше Чигумадзи 2018 года «Эти кости снова поднимутся».

## Дискография
- Ambuya? (1987, переиздано 2021)[30]
- Ndizvozvo (Piranha, 1988)[31]
- Chisi (1989)[31]
- Kumusha (1990)[31]
- Shungu (1994)[18]
- Healing Tree: Best of Stella Chiweshe (1998)[32]
- Talking Mbira: Spirits of Liberation (2002)[33][34]
- Double Check (2006)[35]
- Ndondopetera (2007)[31][36]
- Chakandiwana – Stella Chiweshe & Michele Longo" (2014)[37]
- Kasahwa: Early Singles (2018)[38]

Совместное творчество
- The Rough Guide to the Music of Zimbabwe[англ.] (World Music Network[англ.], 1996)[39]

### Аудиозаписи
- Stella Chiweshe, Live in Studio 4A из National Public Radio's Weekend Edition[англ.], Sunday 19 October 2003